# Cadillac Calais
 (décembre 2019).
- Si vous ne connaissez pas le sujet, laissez ce bandeau (vous pouvez alors contacter les auteurs).
- Si vous supprimez le contenu mis en cause (vous pouvez préalablement contacter les auteurs),

argumentez précisément cette suppression dans la page de discussion
(un manque de référence n'est pas un argument ; une recherche réelle de référence doit avoir été effectuée, être formellement documentée).
 (décembre 2019).
Si vous disposez d'ouvrages ou d'articles de référence ou si vous connaissez des sites web de qualité traitant du thème abordé ici, merci de compléter l'article en donnant les références utiles à sa vérifiabilité et en les liant à la section « Notes et références ».
La Cadillac Calais était le modèle Cadillac d'entrée de gamme qui a été vendu de 1965 à 1976. À l'exception de l'absence de modèle décapotable, la Calais partage le même style et la même mécanique que la Cadillac DeVille mieux équipée et plus chère.

## Origine du nom
Cadillac a rebaptisé sa Cadillac Série 62 à bas prix en 1965 par « Calais », d'après la ville portuaire française éponyme,.

## Histoire

### 1regénération (1965-1970)

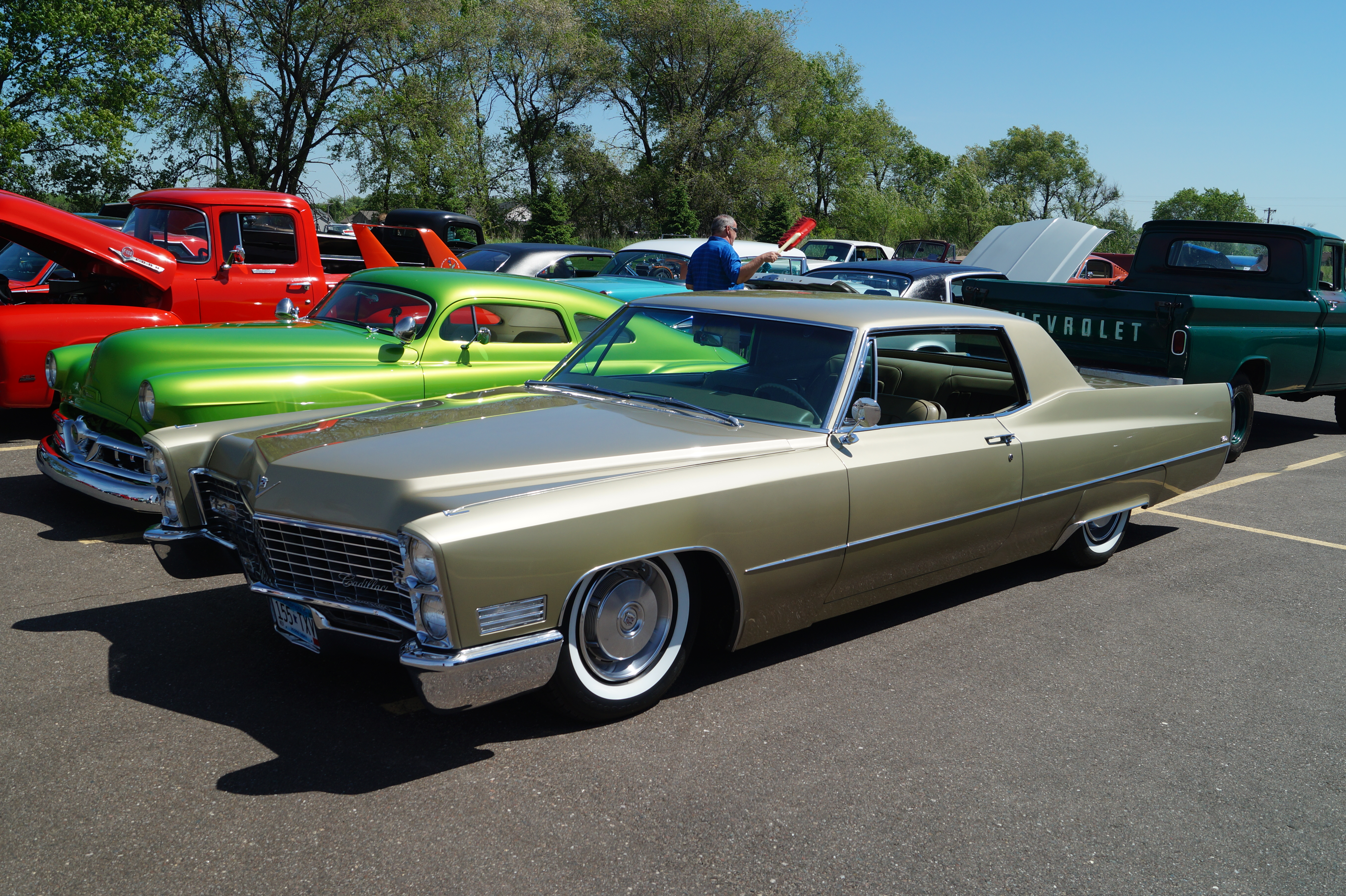
Une Cadillac Calais en 1967

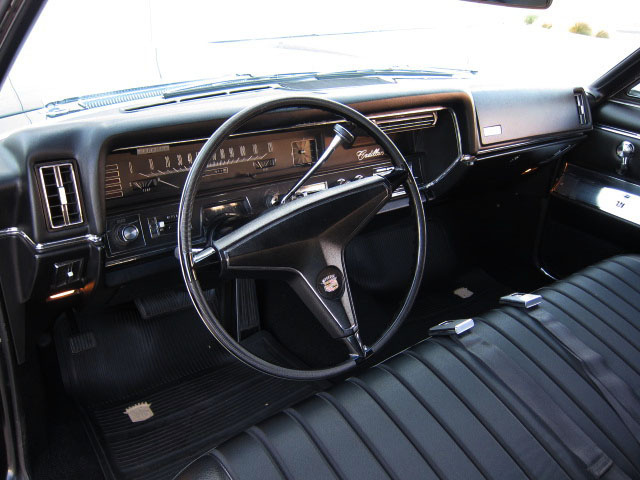
Tableau de bord de la voiture

En 1965, les ailerons de la Calais étaient légèrement inclinés vers le bas et des lignes de carrosserie nettes et distinctes étaient en vedette. Le pare-chocs arrière était droit et les groupes de feux arrière étaient verticaux. Les paires de phares étaient verticales, permettant une large calandre. Les fenêtres latérales étaient incurvées et sans cadre. La construction du cadre périphérique a permis de positionner le moteur vers l'avant dans le cadre, abaissant ainsi la bosse de transmission et augmentant l'espace intérieur. La Calais était disponible sous la forme d'un hardtop à 2 ou 4 portes ainsi que d'une berline 4 portes «à toit formel», qui était un hybride avec des fenêtres sans cadre et à toit rigide, mais avec un pilier entre elles. 
Les principales différences entre la Calais et la DeVille étaient les niveaux de finition et l'équipement standard. Alors que la DeVille était livrée avec des équipements tels que des vitres électriques et des sièges électriques à 2 voies en équipement standard, des fenêtres à manivelle et des réglages manuels pour les sièges étaient de série sur la Calais, avec des vitres électriques en option a 119 $ US en 1965. Dans le même temps, cependant, la radio AM était un supplément de 165 $ US, tout comme la climatisation (plus de 90% des acheteurs de Cadillac ont commandé la climatisation), à 495 $ US. L'équipement standard comprenait des freins assistés; direction assistée; transmission automatique; feux de clignotant; feux de recul doubles; lave-glaces et essuie-glaces à double vitesse; enjoliveurs intégraux; rétroviseur extérieur télécommandé; miroir de courtoisie de visière; filtre à l'huile; cinq pneus à flanc noir sans chambre à air; chauffe-eau; dégivreur; lampes pour habitacle arrière et ceintures de sécurité avant et arrière.
Contrairement au DeVille, la Calais n'offrait pas de sièges en cuir et les garnitures de toit en vinyle n'étaient pas proposées initialement. Un tissu et un vinyle de haute qualité, similaires à ce qui a été vu sur les Buick Electra et Oldsmobile 98 haut de gamme, étaient standard. Un autre élément qui n'était pas disponible à l'origine sur la Calais était la peinture "Firemist" exclusive à Cadillac, une peinture métallique extra-brillante à coût élevé. Les modèles haut de gamme Buick et Oldsmobile partageaient la plate-forme GM C avec Cadillac. Cadillac, toujours leader technologique de General Motors, proposait la plupart des options de la DeVille sur la Calais, comme le Twilight Sentinel et le gradateur de phare GuideMatic. En 1965, le nouveau Turbo-Hydramatic, de série sur la DeVille de 1964, mais pas la Series 62 moins chère, est devenu standard dans toute la gamme Cadillac, y compris la Calais. Le V8 de 340 ch (254 kW) de 7,0 l est également resté le moteur standard.
Le prix de la Cadillac Calais a commencé à près de 5 000 $ US, près de 1 000 $ US (ou environ 25%) de plus que la Buick Electra 225 et l'Oldsmobile 98 et environ 500 $ US de plus que la Buick Riviera.
En 1966, les changements comprenaient un maillage un peu plus grossier pour l'insert de la grille du radiateur, qui était maintenant divisé par une barre centrale horizontale en métal brillant et épais abritant des feux de stationnement rectangulaires aux extrémités extérieures. Des feux de position latéraux rectangulaires séparés ont remplacé les conceptions d'extension de la grille intégrée. Cette année, il y avait généralement moins de chrome sur tous les modèles Cadillac. Les «premières» de Cadillac cette saison comprenaient une direction à rapport variable et des sièges avant en option avec des coussinets chauffants en tissu de carbone intégrés aux coussins et aux dossiers de siège. Les innovations en matière de confort et de commodité étaient les appuie-tête, les sièges inclinables et un système stéréo AM / FM. Le contrôle automatique des niveaux était disponible. Les améliorations techniques apportées au cadre périphérique ont augmenté la conduite et la maniabilité. Des segments de piston et d'huile nouvellement conçus et un nouveau système de montage du moteur et un silencieux breveté ont été utilisés. Les appuie-tête sont devenus une option.
La Calais a été largement rénové pour 1967. Les caractéristiques de style proéminentes ont reçu un aspect frontal puissant avec une extrémité avant "inclinée vers l'avant", de longues lignes de carrosserie sculptées et des ailes arrière redéfinies qui n'avaient plus qu'un soupçon d'ailerons de queue. Pour la troisième année consécutive, la calandre pleine largeur "eggcrate" à poussée avant était flanquée de phares à double empilement. L'insert de calandre en coin plus carré avait des lames qui semblaient souligner ses membres verticaux et apparaissait à la fois au-dessus du pare-chocs et à travers une fente horizontale creusée dedans. Des feux de stationnement rectangulaires ont été intégrés aux bords extérieurs de la grille. Les révisions de style arrière ont été mises en évidence par des feux arrière divisés en métal et une section de pare-chocs inférieure peinte. Pour 1967, les vitres électriques sont devenues la norme sur la ligne Calais, bien que les sièges électriques étaient toujours en option même dans les modèles des années 1970. Les coupés ont obtenu une nouvelle ligne de toit, inspirée du concept car Florentine créée pour l'Exposition universelle de New York de 1964, qui a donné aux passagers arrière plus d'intimité. Comme sur ce concept car, le quart de vitre est rétracté vers l'arrière dans un panneau de voile. Les nouvelles caractéristiques standard de la Calais comprennent un rétroviseur anti-éblouissant, une horloge électrique, des commandes automatiques de climatisation, un tableau de bord rembourré, un système d'avertissement de danger, des rétracteurs de ceinture de sécurité extérieure et des briquets arrière dans tous les styles. Une boîte à fusibles coulissante et un verrou de sécurité au dos du siège avant pour les modèles à deux portes ont été des avancées supplémentaires de Cadillac pour l'année modèle 1967. Les améliorations techniques comprenaient un train de soupapes moteur révisé, un carburateur différent, un tableau de bord de circuit imprimé Mylar, des supports de carrosserie modifiés et un nouveau ventilateur de moteur avec embrayage pour un fonctionnement plus silencieux. Une colonne de direction absorbant l'énergie est devenue optionnelle. 1967 a été la dernière année modèle pour les berlines à colonnes.
Pour 1968, les grilles avaient un insert avec un maillage plus fin et une section extérieure abaissée qui maintenait les feux de stationnement rectangulaires légèrement plus haut qu'auparavant. Les feux de position latéraux avant et arrière étaient obligatoires à partir de cette année. Le style de l'extrémité arrière a été légèrement modifié avec le couvercle du coffre ressemblant plus à un râteau. Le capot a été repensé pour accueillir des essuie-glaces encastrés, qui sont désormais livrés en standard à trois vitesses. Sur 20 combinaisons de couleurs de peinture extérieure, 14 étaient totalement nouvelles. À l'intérieur, les changements enrichis comprenaient des panneaux de porte intérieurs moulés avec des réflecteurs lumineux et une sélection de 147 combinaisons de rembourrage, 76 en tissu, 67 en cuir et quatre en vinyle. Les nouvelles fonctionnalités standard comprenaient un groupe d'éclairage, un groupe de miroirs, un compteur kilométrique et un avertisseur sonore de clé de contact. Comme toutes les autres Cadillac, la Calais a reçu le moteur V8 OHV de 7,7 l en 1968. 1968 a également été la dernière année pour les doubles phares "superposés", qui ont été remplacés par des doubles phares horizontaux en 1969. 1968 était aussi la dernière année pour les fenêtres de ventilation.
En 1969, la Calais est restylé. Un nouveau traitement de garde-boue avant similaire à l'Eldorado a contribué à souligner une ligne de conception horizontale plus forte. Les quartiers arrière ont été agrandis pour donner à la voiture un look plus long. Deux phares horizontaux étaient positionnés dans les zones de marchepied extérieur de la toute nouvelle calandre. La ligne de toit était plus carrée et le coffre arrière et le pare-chocs plus sculptés. Un nouveau système de ventilation a éliminé le besoin de fenêtres d'aération, ce qui a fourni un look plus élégant et une meilleure visibilité. Les nouvelles caractéristiques de série comprenaient les accoudoirs de siège central avant. Les appuie-tête des sièges avant étaient maintenant obligatoires et le contacteur d'allumage a été déplacé du tableau de bord à la colonne de direction, ce qui bloqué le volant et le levier de vitesse lorsque la clé été retirée.
En 1970, un lifting comprenait une calandre à 13 lames verticales calées contre une ouverture rectangulaire délicatement hachurée. Les entourages de phares en métal brillant étaient bordés de couleur carrosserie pour donner un look plus raffiné. Des feux arrière verticaux étroits ont été revus et leurs lentilles inférieures plus petites pointaient vers le bas dans le pare-chocs. Les enjoliveurs de roue standard et les emblèmes des ailes de crête ailée étaient nouveaux. Les distinctions extérieures provenaient d'un script Calais au-dessus de l'extrémité arrière de la moulure de ceinture horizontale juste devant les diviseurs de feu arrière et de l'utilisation de petites lentilles de lumière de recul carrées fixées dans le pare-chocs inférieur par opposition aux longues lentilles rectangulaires utilisées sur la DeVille. L'emblème traditionnel en "V" sous l'écusson Cadillac sur le capot et le couvercle du coffre a été retiré de la Calais et la DeVille cette année, pour ne revenir qu'en 1972.

### 2degénération (1971-1976)

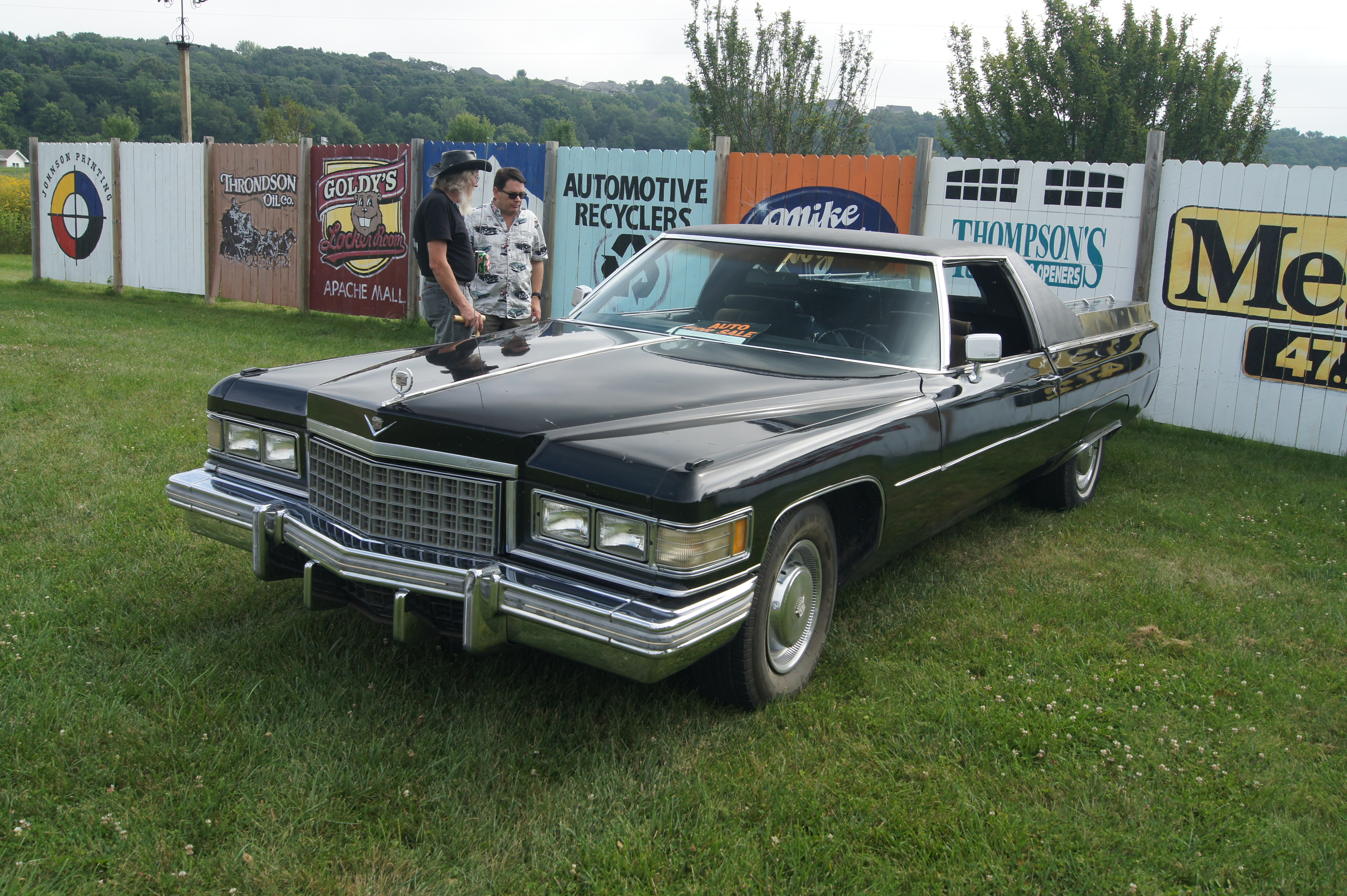
Une Cadillac Calais 2nde génération en 1976

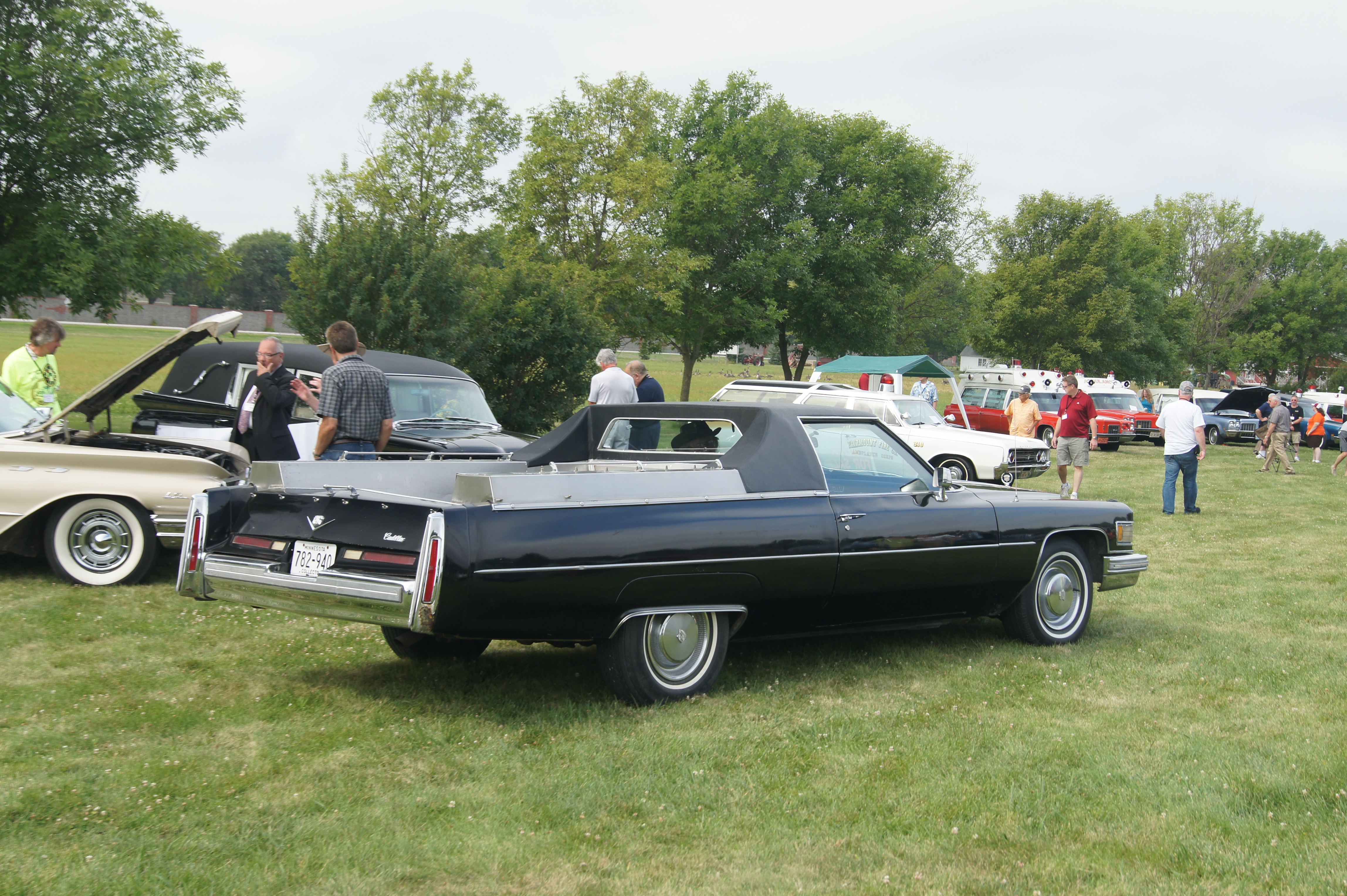
Arrière du véhicule

La Cadillac Calais a été entièrement redessinée, à l'intérieur comme à l'extérieur, pour 1971. Les nouvelles carrosseries GM de 1971, avec un espace aux épaules avant de 64,3 po (62,1 po sur Cadillac) et un espace aux épaules arrière de 63,4 po (64,0 po sur Cadillac) ont établi un record de largeur intérieure qui ne serait égalé par aucune voiture avant les modèles GM à propulsion arrière du début au milieu des années 1990. Les paires de phares ronds logés individuellement étaient plus espacées, avec une crête Cadillac ailée placée entre chaque paire. La calandre en forme de V avait un insert de style œuf et était protégée par des protections verticales massives encadrant l'empreinte de plaque d'immatriculation rectangulaire. Un large capot avec des brise-vent sur toute la longueur, un pli central proéminent et des essuie-glaces encastrés ont été utilisés. Un plus grand écusson Cadillac décorait la face du capot et de nouveaux feux clignotant à fibre optique sont apparus au-dessus de chaque garde-boue avant. Une moulure de ceinture de caisse horizontale a couru derrière le carter de roue avant, presque jusqu'à l'arrêt arrière où un renflement elliptique dans la carrosserie est venu à un point et où de minces marqueurs latéraux rectangulaires ont été placés au-dessus et au-dessous de la bande chromée. Les ouvertures des roues arrière étaient à nouveau recouvertes de jupes d'ailes. Les feux arrière étaient nouveaux et n'étaient plus divisés par une barre chromée. De longues lampes de recul horizontales étaient placées dans le pare-chocs, de chaque côté d'un boîtier de plaque d'immatriculation profondément encastré. L'empattement de la Calais a été étendu à 130 po (3302 mm). À l'intérieur, les intérieurs ont été repensés avec un nouveau tableau de bord incurvé avec garniture en aluminium brossé et des zones de sièges révisées, disponibles en tissu standard ou en vinyle en option.
En 1972, une modeste révision frontale a mis davantage l'accent sur les lames de calandre horizontales. Les feux de stationnement ont été déplacés du pare-chocs entre les phares carrés à lunette, désormais plus espacés. Les emblèmes en V ont fait un retour sur le capot et le couvercle du coffre. Les nouvelles caractéristiques de série comprenaient un système d'impact de pare-chocs, un desserrage automatique du frein de stationnement, des sangles d'aide aux passagers et un système de ventilation à circulation. Extérieurement, la Calais a été identifié par le script du modèle sur le garde-boue avant; les fines moulures horizontales de ceinture et l'inscription sur le côté droit du couvercle de coffre. 
De nouveaux pare-chocs absorbant l'énergie ont été vus sur toutes les voitures GM en 1973. Les raffinements de style de la Calais comprenaient une calandre plus large avec un design complexe en casier à œufs. De plus grands rectangles verticaux abritaient les feux de stationnement entre des phares espacés larges qui avaient des lunettes carrées mais des verres ronds. Les pare-chocs couraient complètement sur le devant et s'enroulaient autour de chaque extrémité. Les protections verticales étaient espacées beaucoup plus loin à un point extérieur de la grille. L'extrémité arrière avait un pare-chocs avec une section supérieure plus plate abritant un encastrement de plaque d'immatriculation. De simples feux de position latéraux arrière rectangulaires montés horizontalement ont été placés sur et sous la pointe arrière de la garniture. Le script Cadillac a été vu sur les côtés des ailes avant sous la moulure de ceinture derrière l'ouverture de roue. Les sièges intérieurs étaient nouveaux cette année, avec des modèles de sièges révisés avec un tissu standard ou un revêtement en vinyle en option. Les panneaux de porte "à oreillers mou" avec des sangles de traction plus grandes et plus robustes étaient également nouveaux.
En 1974, une grille plus large en casier à oeufs a été utilisée. Les phares ronds doubles ont été rapprochés dans des lunettes carrées. Plus à l'extérieur se trouvaient des clignotants / feux de stationnement enveloppants à deux niveaux. Des protections de calandre verticales plus courtes sont apparues à peu près dans la même position qu'auparavant. Les ailes arrière étaient plus plates sans le renflement elliptique. La moulure fine de ceinture de caisse était positionnée plus bas de plusieurs pouces. L'extrémité arrière avait des extrémités de pare-chocs verticales chromées avec des feux de position latéraux intégrés. De nouveaux feux arrière et feux de recul horizontaux ont été placés sous le couvercle du coffre. Les deux pare-chocs, en particulier l'arrière, dépassaient davantage de la carrosserie. Les coupés n'étaient plus des hardtops, au lieu de cela, ils arboraient de grandes fenêtres "coach" larges donnant un aspect de pilier central épais. Un nouveau tableau de bord incurvé à deux niveaux "ère de l'éspace" abritait une nouvelle horloge numérique standard contrôlée par quartz. Les autres caractéristiques standard comprenaient un bac à cendre amovible et des pneus à flancs noirs avec ceinture biaisée.
1974 a également vu l'introduction du premier système d'airbag, le "système de retenue à coussin d'air (ACRS)" en option. Cette option offre une protection aux occupants des sièges avant en cas de collision frontale. Un airbag était situé dans le moyeu du volant, tandis que l'autre était à la place de la boîte à gants sur le côté passager inférieur du tableau de bord. La boîte à gants a été remplacée par un compartiment de rangement rectangulaire, doté d'un panneau avant à charnière verrouillable en bois, situé au centre sous le tableau de bord. De plus, il y avait un panneau côté conducteur avec un cendrier à droite de la colonne de direction et un petit compartiment de rangement à portes battantes sur le côté gauche. Bien que le système «ACRS» (également disponible sur les Buick et les Oldsmobile haut de gamme) ait sauvé des vies, l'option était assez chère et donc impopulaire auprès des clients. Il a été abandonné après 1976, et Cadillac ne proposera plus d'airbags avant les années modèles 1990.
Les changements de style pour 1975 ont apporté une apparence avant plus unifiée avec un nouveau capot aux lignes plus nettes. Deux phares rectangulaires flanqués de clignotant / feux de stationnement rectangulaires s'enroulés autour des ailes avant carrées. Une nouvelle calandre hachurée est également apparue avec le script Cadillac sur le devant. Les berlines présentaient désormais de minces fenêtres triangulaires fixes. Le nouvel équipement standard comprenait des moniteurs de garde-boue avant, des verrous de portières électriques, un allumage à haute énergie et des pneus radiaux à ceinture d'acier. Le gros moteur de 8,2 l utilisé exclusivement dans l'Eldorado depuis 1970 était désormais de série sur toutes les Cadillac, à l'exception de la nouvelle Cadillac Seville plus petite. Les sièges en vinyle étaient de la même configuration depuis 1973; La sellerie en tissu était disponible dans plus de couleurs.
En 1976, la calandre a vu un nouveau motif hachuré plus fin. Les feux de clignotant ont reçu une nouvelle garniture horizontale argentée, tandis que les lunettes de feux arrière ont également gagné une garniture semblable à du chrome. Huit bandes de couleurs différentes étaient disponibles. Les revêtements de toit en vinyle rembourrés en option étaient désormais estampillés d'un motif de grain Elk. Les sièges en vinyle sont poursuivis et la nouvelle garniture intérieure comprend des carreaux sportifs, des velours moelleux et des mailles. Les modèles Coupé équipés du dessus en vinyle cabriolet en option, couvrant la moitié arrière du toit, étaient garnis d'une moulure inférieure qui servait de prolongement à la moulure de «ceinture» de porte. Un différentiel contrôlé (à glissement limité) a été inclus pour une traction supplémentaire. Une entrée éclairée et un système antivol en option étaient disponibles. Une nouvelle batterie ACDelco n'a jamais eu besoin d'eau. Des enjoliveurs de roues à rayons simulés étaient nouvellement disponibles. Parmi les autres nouvelles options, citons une bande météo à bouton-poussoir intégrée à la radio de recherche de signal AM / FM stéréo, ainsi que des fauteuils inclinables à réglage électrique pour le passager et le conducteur pour les sièges avant 50/50. Sur les 15 couleurs de carrosserie Firemist standard et les six en option, 13 étaient neuves cette année. Les nouvelles caractéristiques standard comprenaient le verre teinté Soft-Ray, le couvre-pneu de rechange, le tapis de coffre, l'indicateur de niveau de liquide de lave-glace et les pneus à flancs radiaux à ceinture en acier. 
1976 est la 11e et dernière année de la Cadillac Calais. Les ventes de la Calais n'ont jamais été fortes et diminuent régulièrement depuis des années; la différence de coût entre la Calais d'entrée de gamme et la DeVille de base était devenu fondamentalement négligeable, et les clients de Cadillac voyaient peu de raisons d'acheter une Calais, alors qu'une DeVille mieux équipée ne coûtait que légèrement plus cher. Pour 1977, les Cadillac De Ville et Fleetwood seraient largement restylées et réduites; les prix augmenteraient également de manière significative, ce qui rendrait la Calais, à faible taux de vente lente, inutile dans la gamme Cadillac.
La Coupe De Ville de base est devenue la voiture la moins chère de Cadillac en 1977.